# Estación de Château-Gaillard
La estación de Château-Gaillard es una estación ferroviaria francesa de la línea París - Burdeos, situada en la comuna de Santilly, en el departamento de Eure-et-Loir, en la región de Centro. Por ella circulan los trenes regionales que unen París con el centro de Francia.

## Historia
Fue inaugurada el 5 de mayo de 1843. Inicialmente, fue gestionada por la Compagnie du chemin de fer de Paris à Orléans hasta que en 1938 las seis grandes compañías privadas que operaban la red se fusionaron en la empresa estatal SNCF. Desde 1997 la gestión de las vías corresponde a la RFF mientras que la SNCF gestiona la estación.

## Descripción
Este apeadero se compone de dos andenes: uno central y otro lateral y de tres vías.  Unos pasos subterráneos permiten los cambios de andén. Dispone también de refugios cubiertos para los viajeros y de paneles informativos.

## Servicios ferroviarios

### Regionales
Los trenes regionales TER Centro de la Línea París - Orleans transitan por la estación a razón de varios desplazamientos diarios. 